# Aurora Mardiganian
Aurora (Arshaluys) Mardiganian (Mardikian) (en arménien : Աուորա [Արշալոյս] Մարտիկանեան), née le 12 janvier 1901 à Çemişgezek dans l'Empire ottoman et morte le 6 février 1994 à Los Angeles aux États-Unis, est une témoin et une survivante du génocide arménien.
Aurora est connue pour son livre témoignage Ravished Armenia en 1918, puis pour avoir joué son propre rôle dans l'adaptation qui en sera faite au cinéma, Auction of Souls.
Ce récit a été traduit en français en 2017 sous le titre Apocalypse Arménie.
Natalie Portman lui prête sa voix dans le documentaire Armenian Genocide.

## Biographie
Aurora Mardiganian est issue d'une famille arménienne prospère établie à Çemişgezek. Au cours du génocide arménien, elle est déportée à pied sur une distance de plus de 2 000 kilomètres, et assiste progressivement à la mort de sa famille. Faite prisonnière à quatre reprises par des Turcs ou des Kurdes en vue de servir d'esclave sexuelle, Aurora parvint à s'échapper à quatre reprises au prix d'évasions héroïques : une fois en se jetant du haut d’une falaise dans l’Euphrate, une autre en poignardant un soldat qui l’agressait… 
Dans un empire en guerre livré au chaos et où les femmes arméniennes étaient la cible des pires exactions, la jeune Aurora réussit à survivre près de deux ans. Parvenue à Erzerum qui a été prise par l'armée russe aux Turcs, elle rencontre alors le général Andranik. Ce dernier décide de l'envoyer aux Etats-Unis, afin de dépêcher les secours et lever des fonds. Via Tbilissi, puis Saint-Pétersbourg, Aurora rejoint Oslo, où elle prend le bateau pour Halifax, et rejoint ensuite New York.

## Ravished Armenia / Auction of Souls
À New York, Aurora Mardiganian rencontre un jeune scénariste, Harvey Gates, qui l'aide à écrire et à publier son témoignage, qui paraît sous le titre Ravished Armenia (titre complet : Ravished Armenia; the Story of Aurora Mardiganian, the Christian Girl, Who Survived the Great Massacres).
L'année suivante, en 1919, ce récit est la base du scénario du film Auction of Souls, dans lequel Aurora joue son propre rôle.
Son témoignage devient un best-seller. Le film qui suit connaît également un grand succès. Cette double réussite permet de lever des fonds importants, qui sont envoyés par le Near East Relief au secours des Arméniens. Aurora a ainsi été surnommée la Jeanne d’Arc de l’Arménie.

## Hommages
« Aurora Mardiganian, c’est à la fois l’innocence d’Anne Frank et le réalisme de Primo Levi, portés par une force épique hors du commun. Aurora Mardiganian compte parmi les grands témoins de l’histoire de l’humanité. ».
Son histoire fait l'objet du court métrage Aurora d'Eric Nazarian et du film d'animation Aurora's Sunrise (Aurora, une étoile arménienne en Français, ԱՐՇԱԼՈՒՅՍԻ ԼՈՒՍԱԲԱՑԸ, en Arménien) d'Inna Sahakyan (2021).
Un prix Aurora a été créé pour lui rendre hommage et récompense une personne qui s'est distinguée par son dévouement exceptionnel dans la défense d'une cause humanitaire et de la protection de la vie humaine.